# 紅溪美洲鱥
紅溪美洲鱥（學名：Notropis bairdi），為輻鰭魚綱鯉形目雅羅魚科的其中一種，分布於北美洲美國阿肯色州西南部、奧克拉荷馬州西部和德克薩斯州西北部的紅河流域，本魚體細長呈長橢圓形且側扁，眼大，口下斜位，體淡褐色，腹部銀白色，體中央有一條白色縱帶，從吻部延伸至尾柄處，尾鰭叉形，胸鰭淡紅色，上下葉圓鈍，體長可達8公分，棲息在沙底質、水質混濁的溪流，生活習性不明。